# One Kowloon
One Kowloon (кит. 一號九龍) — высотный офисный центр, расположенный в Гонконге, в округе Куньтхон. 39-этажный небоскрёб построен в 2007 году по проекту компании Wong & Ouyang (HK) Limited. Имеется один подземный этаж и 238 парковочных мест. Общая стоимость проекта составила 66,5 млн долларов. Среди крупнейших арендаторов — A.P. Moller-Maersk Group, Ricoh, Bausch & Lomb, Carrefour, AXA, Triumph International и Hong Kong Hospital Authority.

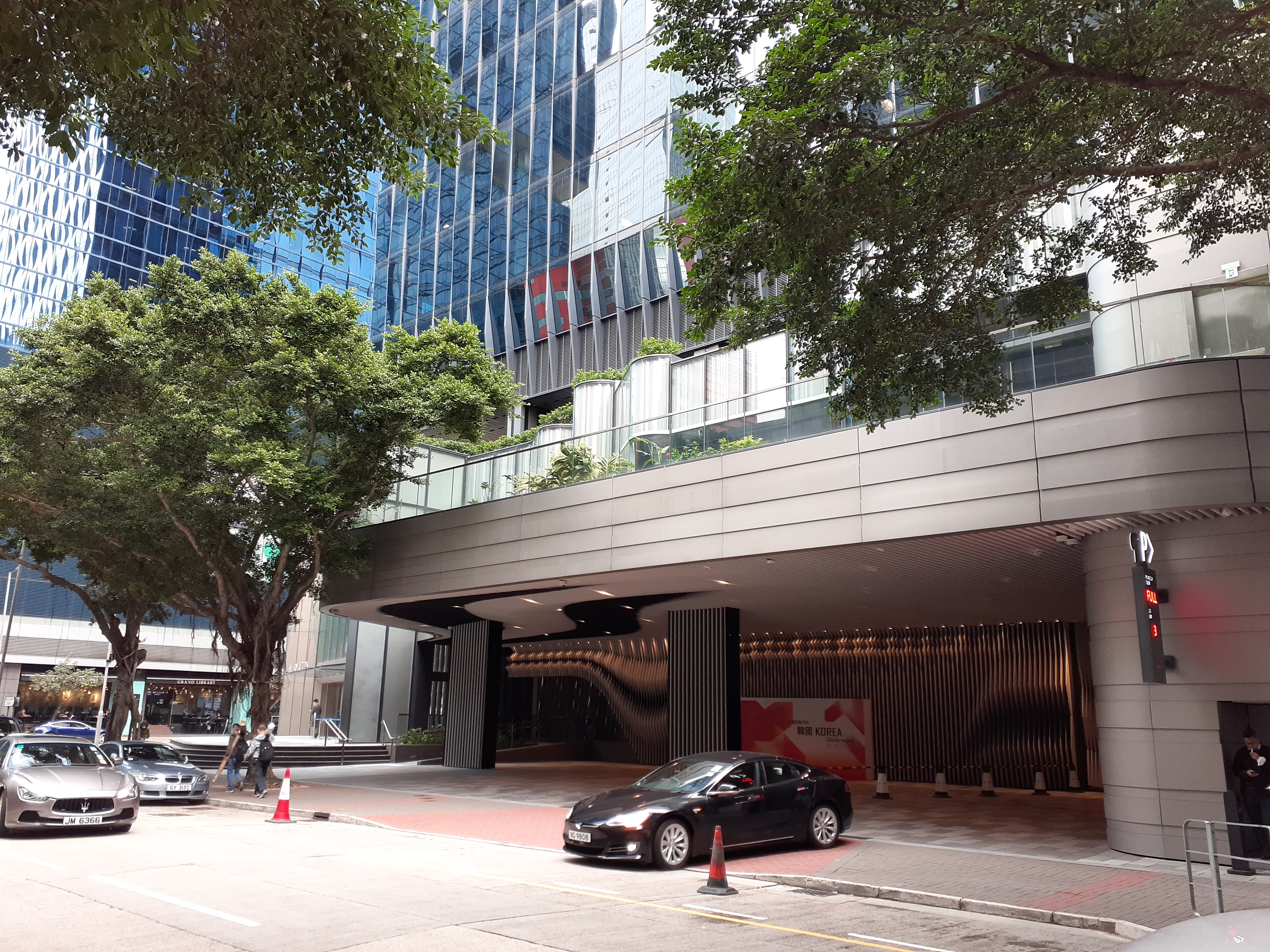
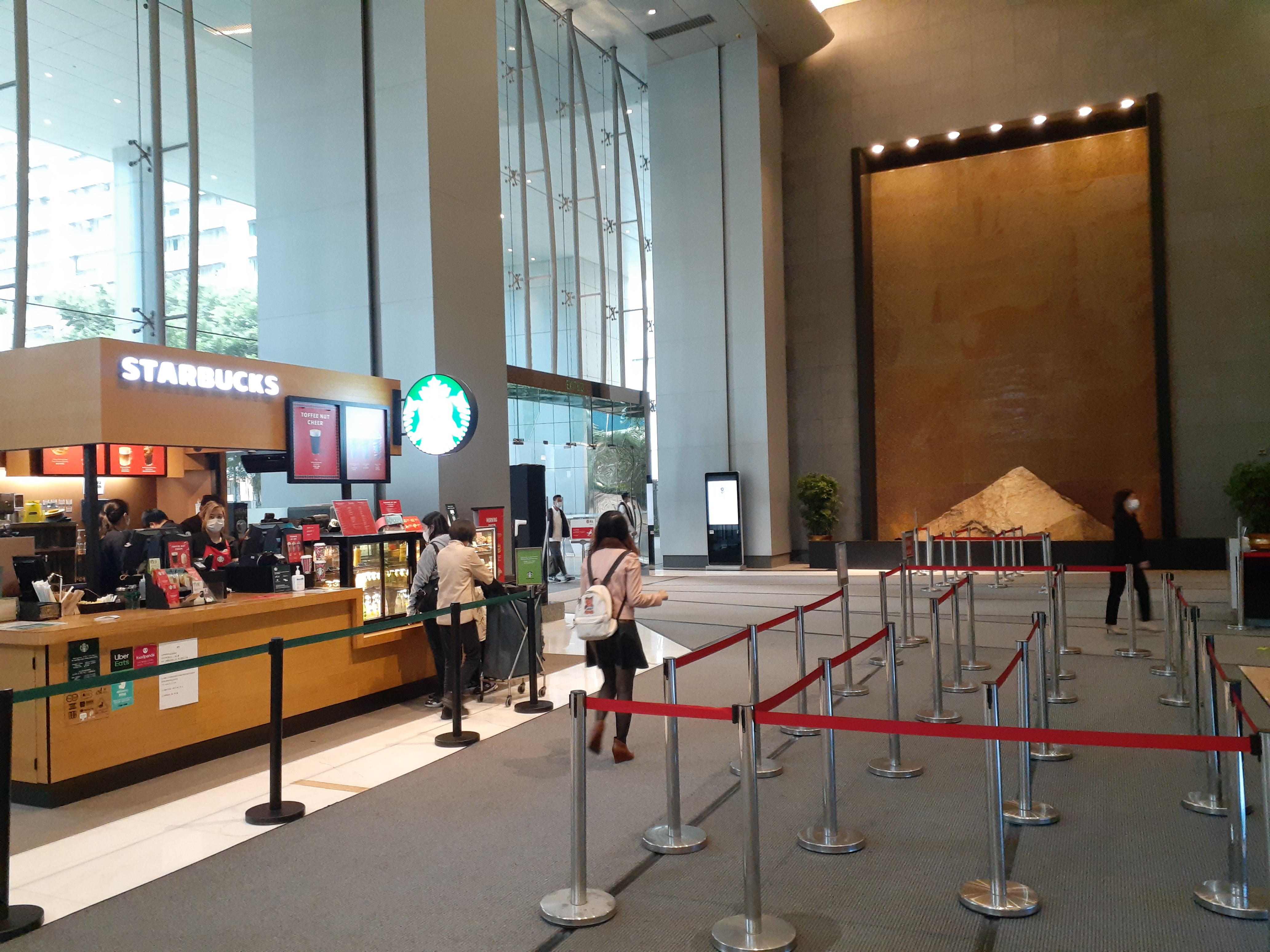
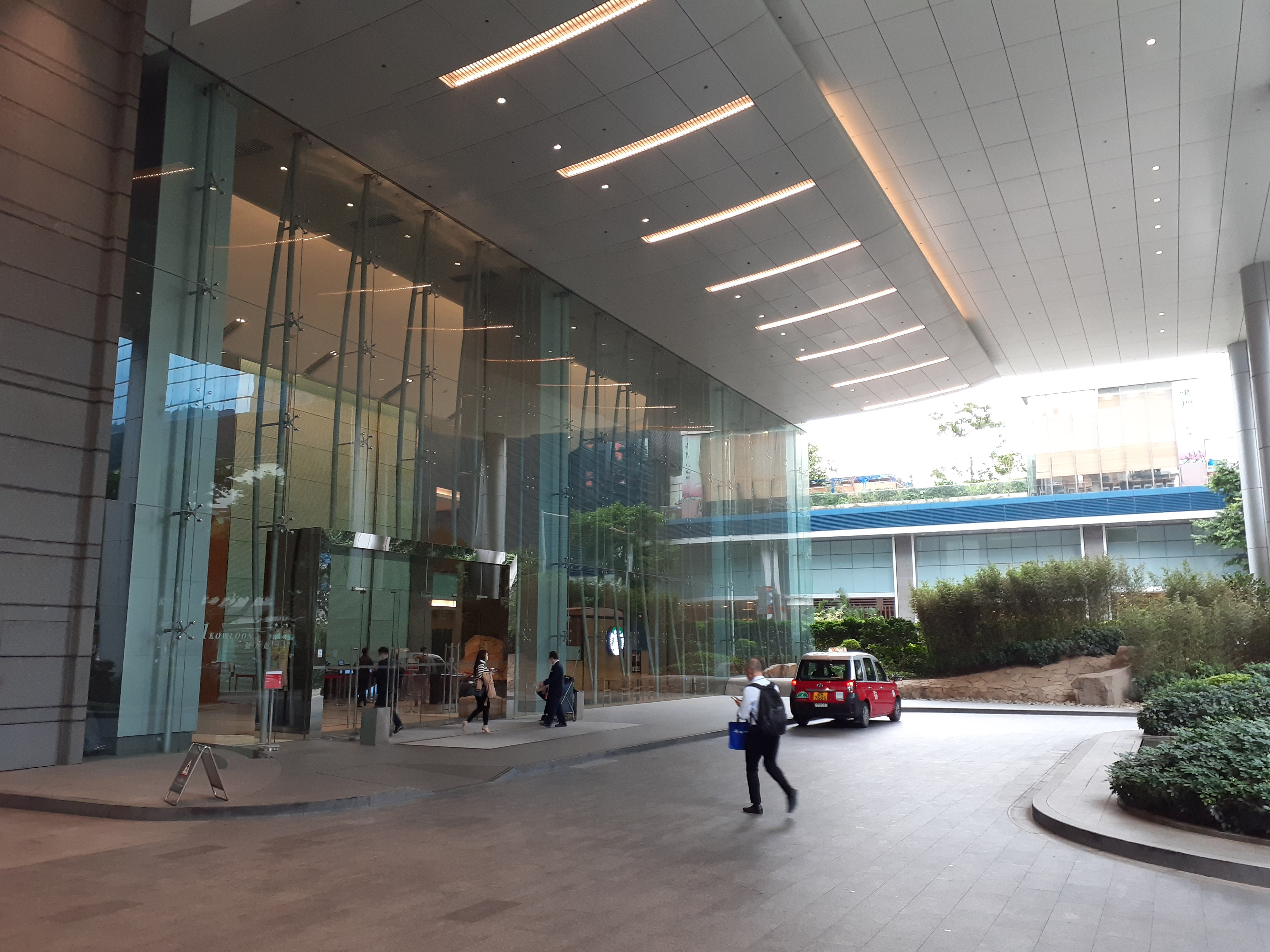